# 张天才
张天才，重庆江津人，理学博士，山西大学光电研究所教授，主要从事量子光学方面的研究。

## 生平
张天才本科毕业于四川大学物理系光学专业，研究生毕业于山西大学物理系光学专业。现为山西大学光电研究所教授。

## 社会兼职
担任中国物理学会理事、中国物理学会量子光学专业委员会主任，教育部科学技术委员会数理学部委员。

## 荣誉
- 中国国家杰出青年科学基金获得者
- 中国教育部“长江学者”特聘教授